# Mepas
Mepas d.o.o. je širokobriješka tvrtka koju je 1989. godine osnovao bosanskohercegovački poduzetnik Mirko Grbešić. Bavi se uvozom i distribucijom hrvatskih i stranih brandova u Bosnu i Hercegovinu. Mepas je i sam vlasnik nekoliko značajnijih tvrtki iz Hrvatske. 2012., tvrtka je u Mostaru otvorila i drugi najveći trgovački centar u Bosni i Hercegovini, imena Mepas Mall i površine 99.408 m².

## Povijest
Godine 1989., kao jednu od prvih privatnih tvrtki na području Hercegovine, Mepas osniva Mirko Grbešić poduzetnik iz Dobrkovića, nedaleko od Širokog Brijega. Ubrzo nakon, postaje jedna od važnijih kompanija na tlu Bosne i Hercegovine. Zgrada skladišnog prostora Mepasa u Širokom Brijegu dovršena je 1995., a od tada tvrtka ide znatno nabolje. Mepas na čelu s Grbešićem otkupljuje neke od najvažnijih poduzeća u BiH i Hrvatskoj, kao što su "Koestlin" iz Bjelovara, ili "Saponia" i "Kandit" iz Osijeka.
U novom mileniju, tvrtka se značajno proširuje. Već je 1998. Mepas postao vlasnik osječke Saponije, a iduće godine proširio svoje prostore u Širokom Brijegu. 2000. je potpisan ugovor s Kanditom iz Osijeka, tvornicom čokolade i bombona, za distribuciju u Bosni i Hercegovini. Od tada se Mepasova skladišta nalaze u Sarajevu, Tuzli, Bihaću i Banjoj Luci. Mepas iste godine otkupljuje i tvrtku metalne proizvodnje i ugradnje, Metalac iz Širokog Brijega.
Nastavak suradnje s tvrtkama iz Republike Hrvatske Mepas nastavlja i potpisom ugovora o ekskluzivnom zastupanju za BiH s bjelovarskom tvornicom keksa i vafla Koestlin, a njegov puni vlasnik postaje 2002. godine. Daljnje investicije uključivale su obnovu centra u Širokom Brijegu, ugovore sa slovenskom Palomom i petrinjskim Gavrilovićem, te kupovina osječkog Kandita. 2004. godine, Grbešić širi Mepas grupaciju jednom od najvažnijih kupovanja, otkupom većinskih dionica splitskog Brodomerkura. Danas, Mepas je svojim značajem i širinom proizvodnje jedna od vodećih tvrtki u regiji.

## Trgovački centri

### Široki Brijeg
Grbešić je od osnivanja tvrtke imao posjede u Širokom Brijegu. Već je nagovještajem završetka rata u Bosni i Hercegovini došlo do potrebe za većim prostorom, jer se Mepas širio iz godine u godinu. Zgrada skladišnog prostora Mepasa dovršena je 1995. godine, tako da je tvrtka mogla slobodno proširiti svoje djelovanje. Četiri godine kasnije, Grbešić je odlučio sagraditi veliki centar na zaobilaznici u Širokom Brijegu, pokraj otprije sagrađene zgrade. Godine 1999., otvoren je i veliki trgovački centar Mepas površine 1700 m². U isto je vrijeme i proširen ranije spomenut skladišni prostor i benzinska crpka nedaleko od centra.
Nakon što se Mepas sa svojom grupacijom nastavio širiti diljem Hrvatske i BiH, počelo se razmišljati o novom širenju objekta u Širokom Brijegu. Izgradnja je počela 2005., a manje od godinu dana kasnije, otvorena je potpuno nova, moderna zgrada Mepasa, Na prostor starog trgovačkog centra nadograđeni su novi prostori na dva kata, a eksterijer je promijenjen novom staklenom fasadom.

### Mepas Mall
Mepas Mall je trenutačno (prosinac 2012.) najveći trgovački centar u Bosni i Hercegovini. Njegova izgradnja je najavljena početkom ljeta 2010., a 11. lipnja iste godine počela je izgradnja na mjestu nekadašnje Stare bolnice u Mostaru. Kao izvođač radova odabrana je tvrtka A3 iz Širokog Brijega, a ime predviđeno ime za centar bilo je Brodomerkur-Mepas. Ubrzo nakon što je obznanjena veličina novog trgovačkog centra, njegove su prostore počeli zakupljivati mnogi svjetski poznati brandovi. U novom Mepasu otvoren je prvi McDonald's restoran u Hercegovini, treći u BiH nakon Sarajeva. Također, otvoreno je kino CineStar s oko 700 mjesta, a u centru posluju Konzum, Zara, NewYorker, Pull&Bear, DM, Marella, Piazza Italia, Persona, Aldo, one2play, Tom Tailor, Shoebedoo, Bershka, Prenatal, Okaidi, Techno Shop, Adidas, Nike, Granoff, xyz, Stradivarius i drugi.
Nastavkom radova u 2011. godini, objavljeno je i otvaranje centra za proljeće 2012. Tad se i počela shvaćati veličina i značaj ovog prostora. Početkom 2012., zgrada je već poprimila svoj plavo-bijeli izgled, crven pri dnu, tako da su radovi išli po planu. Obilni snijeg koji je padao diljem Europe, pa tako i u BiH, nakratko je odgodio radove i otvaranje koje je bilo najavljeno za ožujak.
Datum konačnog otvaranja centra bio je 13. travnja 2012. Službena površina cijelog centra je 99.408 kvadratnih metara, sa sedam katova. Ukupna cijena izgradnje objekta procjenjuje se na više od 50 milijuna eura. Samo otvaranje posjetili su brojni gosti, između ostalih gradonačelnici Mostara Ljubo Bešlić, Zagreba Milan Bandić, Splita Željko Kerum, Osijeka Krešimir Bubalo, Metkovića Stipo Gabrić, Bjelovara Anton Korušec, osječko-baranjski župan Vladimir Šišljagić, vlasnik Agrokora Ivica Todorić i ostali. Centar je službeno otvorio predsjedatelj Vijeća ministara Bosne i Hercegovine Vjekoslav Bevanda.
Osim trgovina poznatih brandova, u Mepas Mallu su smješteni wellness i fitness centri s bazenima, hotel s pet zvjezdica, dvorana za kuglanje, te veliki restoran od 2000 m² s terasom i caffe bar na šestom katu. Osim osam katova centra, tri su podzemna kata za parkiranje. Inače, Konzumov supermarket u prizemlju centra, površine 2.920 m², najveći je u Bosni i Hercegovini. Čitav bi kompleks trebao zapošljavati više od tisuću radnika.

## Mepas grupa
U Mepasovoj je grupaciji desetak tvrtki koje je Mirko Grbešić otkupio u ime Mepasa. Ona je ta koja uvozi i distribuira hrvatske i strane brandove u Bosnu i Hercegovinu. Neke je kupio, a s nekim je tvrtkama Mepas samo potpisao ugovor o ekskluzivnom zastupanju.
Članovi grupacije:
- Saponia – kemijska i farmaceutska industrija, Osijek, Hrvatska
- Brodomerkur – trgovina i usluge, Split, Hrvatska
- Koestlin – keksi i vafli, Bjelovar, Hrvatska
- Kandit – čokolada i bombone, Osijek, Hrvatska
- Maraska – alkoholna i bezalkoholna pića, Zadar, Hrvatska (do 2021.)[20]
- Gavrilović – mesna industrija, Petrinja, Hrvatska
- Đakovština – tvornica brašna, Đakovo, Hrvatska
- Paloma – higijenski i toaletni proizvodi, Sladki Vrh, Slovenija
- Lindo – vlažne maramice, Italija
- Mikado – kompoti i šampinjoni, Njemačka
- Marina – dječji šampanjci, Mađarska

## Vanjske poveznice
- Službena stranica